# (3291) Dunlap
(3291) Dunlap es un asteroide perteneciente al cinturón de asteroides, descubierto el 14 de noviembre de 1982 por Hiroki Kosai y su compañero astrónomo Kiichirō Furukawa desde el Observatorio Kiso, Monte Ontake, Japón.

## Designación y nombre
Designado provisionalmente como 1982 VX3. Fue nombrado Dunlap en honor al astrónomo estadounidense J. Lawrence Dunlap.